# Liste der Monuments historiques in Saint-Félix-Lauragais
Die Liste der Monuments historiques in Saint-Félix-Lauragais führt die Monuments historiques in der französischen Gemeinde Saint-Félix-Lauragais auf.

## Liste der Bauwerke
| Bezeichnung                       | Beschreibung                      | Standort                                   | Kennzeichnung | Schutzstatus | Datum | Bild           |
| --------------------------------- | --------------------------------- | ------------------------------------------ | ------------- | ------------ | ----- | -------------- |
| Schloss                           | Erbaut im 13./14. Jahrhundert     | (Lage)                                     | PA00132669    | Inscrit      | 1994  |                |
| Kreuz                             | 18. Jahrhundert                   | Place des Halles (Lage)                    | PA00094454    | Inscrit      | 1927  |                |
| Kirche St-Félix                   | Erbaut im 14./15. Jahrhundert     | Rue Déodat de Séverac (Lage)               | PA00094455    | Classé       | 1920  |                |
| Épanchoir du Laudot               |                                   | (Lage)                                     | PA31000044    | Inscrit      | 1998  | weitere Bilder |
| Markthalle                        | Erbaut im 15. Jahrhundert         | (Lage)                                     | PA00094456    | Inscrit      | 1926  | weitere Bilder |
| Haus                              | Erbaut im 15. Jahrhundert         | Rue Déodat de Séverac (Lage)               | PA00094457    | Inscrit      | 1950  |                |
| Geburtshaus von Déodat de Séverac | Erbaut im 18. Jahrhundert         | Rue Déodat de Séverac (Lage)               | PA00094672    | Inscrit      | 1990  |                |
| Pont Vieux de Cailhavel           | Brücke, erbaut im 17. Jahrhundert | (Lage)                                     | PA31000033    | Inscrit      | 1998  |                |
| Pfarrhaus                         | Erbaut im 15. Jahrhundert         | Rue Déodat de Séverac (Lage)               | PA00094458    | Inscrit      | 1927  |                |
| Stadtbefestigung                  | Erbaut im 14. Jahrhundert         | Rue des Écoles Chemin de l’Ermitage (Lage) | PA00094459    | Inscrit      | 1927  |                |

## Liste der Objekte
- Monuments historiques (Objekte) in Saint-Félix-Lauragais in der Base Palissy des französischen Kultusministeriums